# Monnari Trade

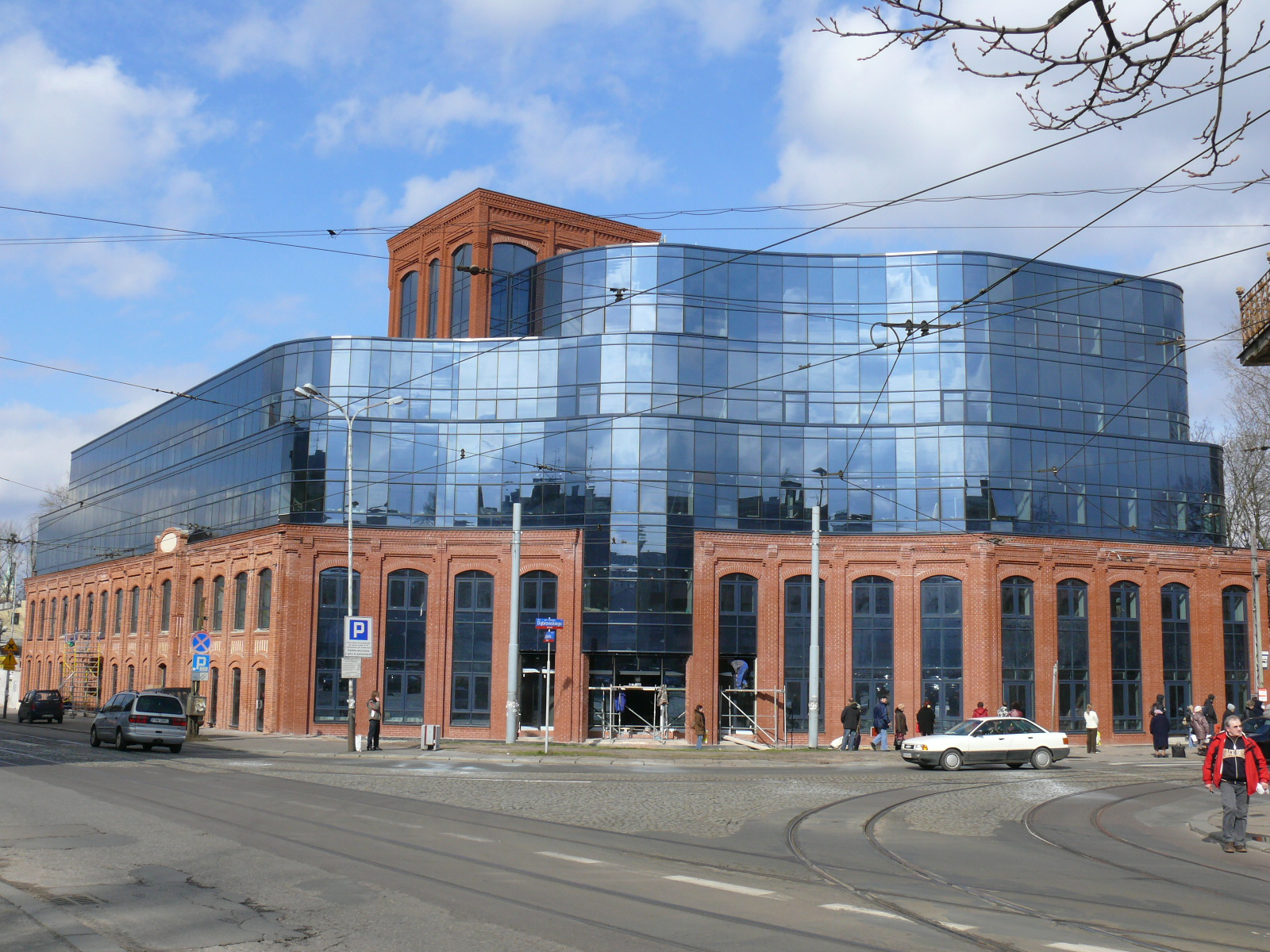
Biurowiec Monnari na rogu ulicy Dąbrowskiego i Rzgowskiej w Łodzi

Monnari Trade S.A. – polskie przedsiębiorstwo handlu detalicznego z siedzibą w Łodzi, notowane na Giełdzie Papierów Wartościowych w Warszawie, zajmujące się głównie projektowaniem i sprzedażą odzieży damskiej.

## Struktura
Spółka jest jednostką dominującą Grupy Kapitałowej Monnari, którą buduje od 2011 r. i która na dzień 31.12.2017 r. składała się z 164 spółek zależnych.

## Działalność
Monnari Trade projektuje i sprzedaje pod marką „MONNARI” kolekcje odzieży damskiej przeznaczone dla kobiet powyżej 30. roku życia. Produkcję zleca podmiotom zewnętrznym.
Działalność gospodarcza spółki dominującej obejmuje w szczególności:
- projektowanie kolekcji odzieży,
- zlecanie produkcji oraz jej kontrolę,
- działania marketingowe,
- sprzedaż odzieży i dodatków pod marką Monnari we własnej sieci salonów[1].

## Historia
Spółka Akcyjna Monnari Trade istnieje od 2000 r., ale historia marki Monnari sięga 1998 roku, kiedy działalność była prowadzona w formie spółki cywilnej pod nazwą „Monnari”.
Monnari Trade S.A. od 2000 roku stała się kontynuatorką działań „Monnari” s.c., a od 1 stycznia 2001 roku przejęła całość jej działalności. Firma skoncentrowała się na stworzeniu własnych kompleksowych kolekcji, skierowanych głównie do kobiet powyżej 30 roku życia, w segmencie odzieży markowej.
W ciągu kilku lat spółka zbudowała rozpoznawalną na rynku markę handlową. Spółka rozwijała się dynamicznie do końca 2008 r. W kolejnych latach Monnari Trade była zmuszona przeprowadzić restrukturyzację w formie postępowania upadłościowego, które zakończyło się zawarciem układu z wierzycielami. Spółka w grudniu 2013 r. wykonała powyższy układ, co zostało potwierdzone prawomocnym postanowieniem sądu w marcu 2014 r.
Przeprowadzona restrukturyzacja przyniosła pozytywne efekty, które są widoczne w wynikach finansowych począwszy od 2012 r. – w każdym z ostatnich sześciu lat Monnari Trade S.A. oraz jej Grupa Kapitałowa generowała zyski.
Grupa Kapitałowa na koniec 2017 r. posiadała 164 salony o powierzchni ok. 33,3 tys. m².

## Akcjonariat
Według danych na dzień 22.05.2018 r. największymi akcjonariuszami spółki są:
- Mirosław Misztal – 25,89% akcji i 25,93% głosów na WZA;
- Fair Sp. z o.o. – 8,29% akcji i 14,42% głosów na WZA;
- Nationale-Nederlanden OFE – 6,67% akcji i 5,69% na WZA;
- Monnari Trade S.A. realizuje skup akcji własnych, na dzień 28.06.2018 r., spółka posiadała – 5,05% akcji i 4,39% głosów na WZA[1].